# Den store hungersnød (1315-1317)
Den store hungersnød i 1315-1317 (eller 1315-1322) var den første af flere katastrofer, der ramte Europa (mod øst til Rusland - mod syd til Italien). Hungersnøden forårsagede millioner af dødsfald over hele Europa, og den markerede en klar afslutning på en periode med vækst og velstand, der havde varet fra 1000-tallet til 1300-tallet.
Den store hungersnød begyndte med dårligt vejr i 1315. Høsten slog fejl i 1316 og 1317, og Europa kom sig først fuldstændigt i 1322. Perioden blev præget af kriminalitet, sygdom og massedød; sågar kannibalisme og barnemord. Krisen fik store konsekvenser for kirken, staten, det europæiske samfund og for begivenhederne i resten af 1300-tallet.

## Baggrund
Hungersnød var velkendt fænomen i middelalderens Europa. For eksempel ramte lokale hungersnødsperioder Kongeriget Frankrig i 1300-tallet i årene 1304, 1305, 1310, 1315–1317 (den Store Hungersnød), 1330–1334, 1349–1351, 1358–1360, 1371, 1374–1375 og 1390. I Kongeriget England, det mest velstående rige, der blev ramt af den Store Hungersnød, forekom yderligere hungersnødsperioder i 1321, 1351 og 1369. Ifølge officielle optegnelser om den engelske kongefamilie – et eksempel på samfundets bedst stillede, for hvem der blev ført registre – var den gennemsnitlige forventede levealder ved fødslen i 1276 på 35,28 år. Mellem 1301 og 1325, under den Store Hungersnød, var den 29,84 år, men mellem 1348 og 1375 under pesten var den blot 17,33 år. Den gennemsnitlige levealder påvirkes kraftigt af børnedødeligheden, som var naturligt høj selv i år uden hungersnød. Dette understreger dog det dramatiske befolkningstab mellem 1348 og 1375, som udgjorde omkring 42 %.
I løbet af den middelalderlige varmeperiode (900- til 1200-tallet) eksploderede Europas befolkning i forhold til tidligere epoker og nåede i visse områder et niveau, som først blev overgået igen i 1800-tallet. Faktisk er nogle egne i det franske landdistrikt stadig mindre befolkede end i begyndelsen af 1300-tallet. Udbytteforholdet for hvede (altså hvor mange frø man kunne høste og spise pr. udsået frø) havde været faldende siden 1280, og fødevarepriserne var stigende. Efter gode høstår kunne forholdet være så højt som 7:1, men efter dårlige år så lavt som 2:1 – det vil sige, for hvert frø man såede, høstede man to; ét til næste års udsæd og ét til mad. Til sammenligning har moderne landbrug udbytteforhold på 30:1 eller højere.
Begyndelsen på den Store Hungersnød fulgte efter afslutningen på den middelalderlige varmeperiode. Mellem 1310 og 1330 oplevede Nordeuropa nogle af middelalderens værste og mest vedvarende perioder med dårligt vejr, præget af hårde vintre og regnfulde, kolde somre. Den Store Hungersnød kan have været udløst af en vulkansk begivenhed og fandt sted under den såkaldte lille istid. Ændrede vejrmønstre, middelalderens regeringers manglende evne til at håndtere kriser samt befolkningstal på historisk høje niveauer gjorde perioden til en tid med meget lille margin for fejl i fødevareproduktionen.

## Hungersnøden
I foråret 1315 begyndte usædvanligt kraftig regn i store dele af Europa. Gennem hele foråret og sommeren fortsatte regnen, og temperaturen forblev lav. Under sådanne forhold kunne korn ikke modne, hvilket førte til omfattende høstsvigt. Korn blev derfor bragt indendørs i krukker og beholdere for at holdes tørt. Halm og hø til dyrene kunne ikke tørres, hvilket betød mangel på foder. Jorden blev ekstremt fugtig af den tunge regn, hvilket gjorde det umuligt at pløje markerne klar til såning.
I England blev lavlandet i Yorkshire og Nottingham oversvømmet, mens fiskedamme ved River Foss i Yorkshire blev skyllet væk.
Fødevarepriserne begyndte at stige. I England blev priserne mellem foråret og midsommer fordoblet. Salt – den eneste metode til at konservere og tørre kød – var svært at skaffe, fordi saltlage ikke kunne fordampe ordentligt i det våde vejr. Som følge heraf steg prisen fra 30 til 40 shilling. I Lothringen steg prisen på hvede med 320 %, hvilket gjorde brød ubetaleligt for bønderne. Kornlagre til nødsituationer var begrænset til kongelige, adelen, rige købmænd og kirken. På grund af det generelt høje befolkningstal betød høstudbytte under gennemsnittet, at nogle måtte sulte, og dette ramte mest de fattige. Folk begyndte at samle vilde rødder, urter, nødder og bark i skovene.
Flere dokumenterede hændelser viser omfanget af hungersnøden. Edvard 2. af England stoppede i St Albans den 10. august 1315 og havde svært ved at finde brød til sig selv og sit følge – en sjælden begivenhed, hvor Englands konge ikke kunne spise. I Bristol rapporterede byens krøniker i 1315: "en stor hungersnød og mangel med så høj dødelighed, at de levende knap kunne nå at begrave de døde; hestekød og hundekød blev anset som god mad, og nogle spiste deres egne børn. Tyvene i fængslet flåede og sønderrev nyankomne fanger og åd dem halvt levende."
De franske styrker under Ludvig 10. af Frankrig forsøgte at invadere Flandern, men i det lavtliggende Holland var markerne oversvømmede, og hæren sad fast i mudderet og måtte trække sig tilbage og brænde deres forsyninger, da de ikke kunne transportere dem.
I foråret 1316 fortsatte regnen over en europæisk befolkning, der var udmattet og uden reserver. Alle samfundslag blev ramt, men især bønderne – 95 % af befolkningen – som ikke havde nogen fødevarelagre. For at afbøde situationen blev fremtiden pantsat ved at slagte trækdyrene, spise såsæd, efterlade børn til sig selv (se "Hans og Grete") og at gamle mennesker valgte at sulte sig selv for at unge kunne overleve og dyrke jorden. Krønikeskrivere noterede mange tilfælde af kannibalisme. Det blev rapporteret, at folk åbnede grave for at spise de nyligt afdøde. Som Lynn H. Nelson bemærker, kan man dog aldrig vide, om sådanne historier blot var rygter.
Hungersnødens højdepunkt var i 1317, hvor vejret stadig var dårligt. Først hen mod sommeren vendte vejret tilbage til det normale. På det tidspunkt var folk dog så svækkede af sygdomme som lungebetændelse, bronkitis og tuberkulose, og så meget såsæd var blevet spist, at først i 1325 vendte fødevareforsyningen tilbage til et nogenlunde normalt niveau, og befolkningstilvæksten genoptog. Historikere skønner, at 10–25 % af befolkningen i mange byer og landsbyer døde. Selvom den sorte død (1347–1351) dræbte flere, ramte den ofte hurtigt og forsvandt igen, hvorimod den Store Hungersnød strakte sig over flere år og forårsagede langvarig lidelse.
Jean-Pierre Leguay bemærkede, at den Store Hungersnød "forårsagede massedød i en verden, der i forvejen var overbefolket – især i byerne, som fungerede som afløb for overbefolkningen på landet." Dødsrater varierer, men nogle eksempler inkluderer et tab på 10–15 % i det sydlige England og omkring 10 % i det nordlige Frankrig.

### Geografi og klimamæssig kontekst
Den Store Hungersnød var begrænset til Nordeuropa, herunder De Britiske Øer, Nordfrankrig, Nederlandene, Skandinavien, Tyskland og det vestlige Polen. Den ramte også dele af Baltikum, undtagen den østligste del, som kun blev indirekte påvirket. Hungersnøden blev afgrænset mod syd af Alperne og Pyrenæerne.
Perioden 1314–1316 var den femte-vådeste treårige periode i Europa mellem 1300 og 2012. Af de fire vådere perioder fandt tre sted efter 1710, hvor landbrugsteknologien var væsentligt forbedret, og én efter den sorte død, da befolkningstallet allerede var reduceret. Den Store Hungersnøds ekstraordinære alvor skyldtes en kombination af ekstrem nedbør, middelalderlig befolkningstæthed og førindustrielt landbrug – hvilket skabte en enorm sårbarhed over for vedvarende dårligt vejr.